# Badarpur
Badarpur è una suddivisione dell'India, classificata come town committee, di 11.291 abitanti, situata nel distretto di Karimganj, nello stato federato dell'Assam. In base al numero di abitanti la città rientra nella classe IV (da 10.000 a 19.999 persone).

## Geografia fisica
La città è situata a 24° 53' 60 N e 92° 35' 60 E e ha un'altitudine di 15 m s.l.m..

## Società

### Evoluzione demografica
Al censimento del 2001 la popolazione di Badarpur assommava a 11.291 persone, delle quali 5.876 maschi e 5.415 femmine. I bambini di età inferiore o uguale ai sei anni assommavano a 1.111, dei quali 593 maschi e 518 femmine. Infine, coloro che erano in grado di saper almeno leggere e scrivere erano 9.504, dei quali 5.110 maschi e 4.394 femmine.